# كتلة شبيهة بالرحم
الكتلة الشبيهة بالرحم هي كيان تشريحي مشوه في الأصل وُصف في المبيض في عام 1981، وبعد ذلك تم الإبلاغ عنه في عدة مواقع في الحوض وتجويف البطن بما في ذلك الرباط العريض الرحمي، و غشاء الأمعاء الشحمي الكبير، وعنق الرحم، والأمعاء الدقيقة ، والمساريق والمخروط النخاعي.
تمثل تلك الكتلة في الأساس، الرحم المصغرة، والذي يتألف من عضلات ملساء تكون بطانة الرحم مما يحدد هيكل الرحم التشريحي. وقد ارتبطت بعض الحالات المبلغ عنها بمضاعفات في الجهاز البولي وتشوهات الأعضاء التناسلية الداخلية، بينما ظهرت حالات أخرى بهذا العرض الفردي. كما تم استخدام مصطلح التهاب بطانة الرحم على هذه الآفة.

## الأسباب
وقد تم اقتراح وجهات نظر مختلفة لهذا الشذوذ:
1. تغير أصل-مكاني في بؤر الانتباذ البطاني الرحمي مما يسبب فرط تنسج العضلات الملساء؛
2. عيب خلقي  بسبب عيوب انصهار قنوات مولير
3. تحول تحت جوفي للحمة متوسطة.

كما تم الإبلاغ عن بعض حالات الكتل الشبيهة بالرحم المرتبطة بسرطان بطانة الرحم وسرطان الثدي. تم العثور على حذف في جين 2p21 في استئصال بطانة الرحم كما وجد فيرهيست وآخرون في حين أثبت باي ووجود علاقة صارمة بين الكتل الشبيهة بالرحم، وسرطان الثدي وارتفاع مصل CA125 مما يدعم من وجهة نظر أن الكتل الشبيهة بالرحم إما أن تعتمد على الهرمون أو انتباذ بطاني رحمي. كانت هناك تقارير عن اكتشاف حدوث بطانة الرحم في التهاب الصفاق البريتوني المنتشر.
وقد تم حتى الآن الإبلاغ عن أكثر من 15 حالة اصابة بذلك المرض. تم الإبلاغ عن حالة من الكتل الشبيهة بالرحم في عمر 22 عامًا بعد استئصال الرحم، بعد 17 عامًا. كانت الآلام في البطن ووجود كتلة واضحة من بين العلامات الطبية الرئيسية.
على أية حال، فإن ظاهرة حؤول العضلات الملساء التي تحدث بالاقتران مع بطانة الرحم، فضلًا عن تمايز العضلات الملساء عند تقاطعبطانة وعضلات الرحم بشكل مستقل عن تولد في الواقع تكوينات تشبه الرحم في عدة مواقع من الحوض، كما أشار إليها العديد من المؤلفين.

## التشخيص
استخدم مين وآخرون التصوير بالرنين المغناطيسي لتشخيص هذا النوع من الأمراض.